# 八ヶ山
八ヶ山（はっかやま）は、富山県富山市の町名である。元々は呉羽丘陵北端の山名であった。かつて八ヶ山遊園があった。

## 特徴
八ヶ山とは、元々は呉羽丘陵北端の標高約30mの丘陵の山名であり、現在の町名の由来となっている。本集落はその丘陵の山麓に所在する。

## 山岳
山岳としての八ヶ山は標高31mの山であり、この山を利用して八ヶ山遊園が作られ、斜面にはスキー場も存在した。

## 地理
呉羽丘陵の北端に位置し、北側には射水平野と面している。
- 山-呉羽丘陵

## 歴史
縄文時代にはこの集落の手前に海があり、古代から集落が発達していたとされている。

## 施設
- 呉羽山公園

## 参考出典
『富山県の地名』平凡社

## 交通
かつては富山地方鉄道射水線の八ヶ山駅があった。その駅舎は現在のバス停として残っている。
- 富山地方鉄道路線バス 15、62、94系統